# DNS-polimeráz ε
A DNS-polimeráz ε , röviden Pol ε az eukarióta DNS-polimerázok B-családjának tagja. A katalitikus POLE, a POLE2, a POLE3 és a POLE4 alegységekből áll. 2015-ös és 2016-os tanulmányok szerint a vezető száli DNS-szintézisben és a nukleotid- és báziseltávolításos javításban fontos.
Kutatások folytak a DNS-polimeráz ε általi nukleotideltávolításos javításos DNS-szintézis tanulmányozására proliferálósejt-magantigén (PCNA), replikációs faktor C (RFC) és replikációs protein A (RPA) jelenlétében. A DNS-polimeráz ε és a DNS-polimeráz δ egyike a DNS-ligázzal együtt felhasználható UV-károsodott DNS javítására. Azonban a DNS-polimeráz δ RFC és PCNA együttes jelenlétét igényli a javításhoz. Ezenkívül csak kevés részben DNS-ligált terméket hoz létre. A DNS-polimeráz ε ezzel szemben nagyrészt független a PCNA-tól és az RFC-től (egy körülményt találtak, melyben szüksége van ezekre, mely az egyszeresszál-kötő RPA jelenlétében történő nukleotideltávolításos javítás), és jobbára ligált terméket hoz létre. A PCNA és az RFC horgonyként működnek, és a DNS-polimeráz ε-t a DNS-templátra irányítják.

## Expresszió
A humán DNS-polimeráz ε-t a sejt proliferációja során expresszálja a replikatív DNS-polimerázokhoz hasonlóan.

## Szerkezet
A humán DNS-polimeráz ε katalitikus alegysége egy N-terminális katalitikus 140 kDa-os és a további alegységekhez kötő 120 kDa-os doménből áll. A POLE2 59, a POLE3 17, a POLE4 12 kDa-os. Az enzim ezen alegységekből létrejövő heterotetramer.
A DNS-polimeráz ε polimeráz- és 3-exonukleáz-részei is az N-terminális doménben vannak.
Asahara et al. 2003-as tanulmánya akár 5 lehetséges működőképes DNS-polimeráz ε-szerkezetet is elképzelhetőnek tartott.

## Funkció
A DNS-polimeráz ε a 3 replikatív DNS-polimeráz (α, δ, ε) egyike.
A DNS-polimeráz ε katalitikus egysége szükséges a H3 leadásához meiózis során.
A DNS-polimeráz ε hibára hajlamos változatai esetén a mutátorfenotípusokat a nukleozid-trifoszfátok mennyisége határozza meg. Ezek a tumorfejlődést lehetővé tevő genetikai diverzitást hoznak létre ellenőrzési hibák miatt. A mutátorvariánsok a DUN1-en alapulnak, mely a dezoxiribonukleozid-trifoszfátok szintjét a normál sejtciklus során ellenőrzi, szintézisüket ellenőrzőpont-aktiváció esetén növeli. A dNTP-mennyiség csökkentése csökknti a mutátorfenotípusok hatását, növelésük pedig növeli. Ezek alapján a hibára hajlamos polimerázok okozta mutátorfenotípusokat a dNTP-szintet célzó kezelések modulálhatják.
A vezető szálon történő DNS-replikáció legnagyobb részét a Pol ε végzi, és az ellenőrző exonukleázt érintő POLE-mutációk a colorectalis rák eseteinek 3%-ában, az endometriális rákéinak 7%-ában találhatók, így gyakoribbak, mint a követőszál-replikáló Pol δ mutációi. Ezek alapján a DNS-replikáció hűségének megtartása korlátozza a tumorokat, mint azt először egerekben megfigyelték, így a mutátorpolimerázok fontos célpontok a terápiás kezelésekben.
Asahara et al. 2003-ban a DNS-rekombinációt és a kromatinátalakítást is a DNS-polimeráz ε feltételezett funkciójaként említette.
A humán exonukleáz-pozitív Pol ε hibagyakorisága 6,5·10−4, a borjú-csecsemőmirigyből származóé 7,1·10−4 lacZ-replikációk ellenőrzése alapján. Ezek pontos adatai azonban ismeretlenek, mivel Korona et al. 2010-es tanulmányában nem történt a mutánsok szekvenálása az exonukleáz-pozitív Pol ε esetén. Az exonukleáz-negatív Pol ε hibagyakorisága 4,6·10−3, vagyis több mint 7-szer nagyobb. A GST-jelölés nem befolyásolja jelentősen a replikáció hűségét.
A Pol ε polimeráz- és exonukleázaktivitása egyensúlyban van, így a szintézis gátlása rövidülést okoz. Így ellenőrzőpont-mediált exonukleázaktivitás-gátlása csökkenti a rövidülés okozta replikációsvilla-összeomlást.

## Mutációs profil
A humán Pol ε leggyakoribb hibái Korona et al. 2010-es tanulmányában a bázispárcserék voltak – gyakoriságuk 4,4·10−5, több mint 5-ször kisebb, mint az élesztő-Pol ε-é –, a kereteltolódásos mutációk gyakorisága mintegy 10−5 volt. Bár az élesztő enzimjénél pontosabb, a bázishibák aránya a többi hibához képest a két ortológban körülbelül azonos (72%, illetve 76%).
Az exonukleáz-negatív humán Pol ε leggyakoribb báziscserehibája a T→A transzverzió (4,3·10−5). Ez T templáttal szembe érkező dTMP hibás beépítését jelenti. Ez élesztőben a 2. leggyakoribb báziscsere volt. A második leggyakoribb a C→T hiba (4·10−5). Az exonukleáz-negatív humán Pol ε esetén A→T transzverzió ritkán (1,1·10−5 valószínűséggel) lépett fel, szemben az élesztő-Pol ε-nal, mely ezt 11-szer gyakrabban követi el. A deléciók valószínűsége 7,1·10−6, az inzertációké 1,6·10−6 volt.
A hibás bázis beillesztésének katalitikus hatékonysága több mint 100-szor alacsonyabb a helyes bázis beillesztéséénél, ennek nagyrészt a {\displaystyle K_{m}} 36-szoros növekedése az oka hibás dTTP esetén a helyes dATP-hez képest, mivel a {\displaystyle k_{cat}} csak 28%-ára csökkent hibás nukleotid esetén. Ez a B-család többi DNS-polimerázának megfelelő eltérés.

## Kölcsönhatások
A DNS-polimeráz ε ZF1 része a H3.1–H4 hiszton heterokromatinban gazdag komplexéhez kötve aktiválja a MORC1-et, mely a meiotikus heterokromatin-kondenzációt mediálja. A ZF1 e reakcióban kizárólag a heterokromatinban gazdag H3.1-gyel kölcsönhat, szemben a ZF2-vel és a Pol δ-val.
A humán Pol ε-ban a ZF1 nem vesz részt az alegységközi interakcióban, és nem kölcsönhat a PCNA-val.
Az MDM2 a humán Pol ε-t stimulálja, miközben a {\displaystyle K_{M}}-et csak kevéssé befolyásolja, vagyis a reakciósebességet növeli affinitásnövelés nélkül.
A Rad17 humán ellenőrzőpont-fehérje a sejtciklus során kromatinasszociált, a DNS-replikációs helyekhez köt, és a DNS-polimeráz ε-nal kölcsönhat. A foszfo-Rad17 koimmunprecipitál a DNS-polimeráz ε-nal. Ezenkívül állandósult a kölcsönhatás a Rad9, a TopBP1 és egy DNS-polimeráz ε közt.

## Fordítás
Ez a szócikk részben vagy egészben  a   DNA polymerase epsilon című angol Wikipédia-szócikk ezen változatának fordításán alapul.  Az eredeti cikk szerkesztőit annak laptörténete sorolja fel. Ez a jelzés csupán a megfogalmazás eredetét és a szerzői jogokat jelzi, nem szolgál a cikkben szereplő információk forrásmegjelöléseként.